# Champagne !
Pour les articles homonymes, voir Champagne.
Pour plus de détails, voir Fiche technique et Distribution.
Champagne ! est une comédie française réalisée par Nicolas Vanier et sorti en 2022.

## Synopsis
Jean, Patrick, Joanna, Romane et Guillaume sont des quinquagénaires, amis depuis plus de trente ans. Leur amitié a traversé le temps, les mariages et les enfants. Ils se retrouvent cette fois en Champagne, dans le vignoble de Romane et Irina, pour l'enterrement de vie de garçon de Patrick, le célibataire endurci du groupe. C'est alors que Christine, sa future femme, arrive à l'improviste au vignoble. Cette dernière, beaucoup plus jeune que Patrick, ne va pas du tout séduire la bande d'amis.

## Fiche technique
Source IMDb
- Titre original : Champagne !
- Réalisation : Nicolas Vanier
- Scénario : Xavier Nemo et Nicolas Vanier
- Musique : Matteo Locasciulli et Sylvain Goldberg
- Décors : Sébastian Birchler
- Costumes : Mahemiti Deregnaucourt
- Photographie : Éric Guichard
- Montage : Raphaële Urtin
- Production : Clément Miserez, Matthieu Warter, Renaud Laplanche et Xavier Nemo
  - Production exécutif : Benjamin Phuong Dung
- Sociétés de production : Radar Films
  - Sociétés de coproduction : M6 Films, SND et Dog One Production
- Société de distribution : SND (France)
- Pays de production :  France
- Langue originale : français
- Format : couleur — 2,35:1
- Genre : comédie, film choral
- Durée : 103 minutes
- Dates de sortie :
  - France : 8 juin 2022

## Distribution
Source IMDb
- Elsa Zylberstein : Romane
- François-Xavier Demaison : Jean
- Stéphane De Groodt : Patrick
- Éric Elmosnino : Guillaume
- Sylvie Testud : Joanna
- Stéfi Celma : Irina
- Valérie Karsenti : Céline
- Marie-Julie Baup : Marie
- André Penvern : André
- Claire Chust : Christine
- Arièle Semenoff : Sylviane
- François Berléand : Maître de cérémonie
- Philippe Chevallier : Gilbert

## Production
Le tournage a lieu à l'été 2021 dans la région Grand Est, notamment à Épernay et ses environs (Hautvillers). Les prises de vues ont également lieu à Paris.

## Accueil

### Box-office
Pour son premier jour d'exploitation en France, la comédie française se place en seconde position du box-office des nouveautés avec 32 008 entrées (dont 10 528 en avant-première), pour 526 copies, derrière Jurassic World : Le Monde d'après (338 399). Pour sa première semaine d'exploitation, la comédie réalise 120 164 entrées, en troisième position, derrière Top Gun: Maverick (617 225) et devant Doctor Strange 2 (85 392). Après avoir perdu une place la semaine suivante, Champagne ! termine à la dernière place du top 10 du box-office en troisième semaine avec 236 017 entrées cumulées,.